# Слайфер, Весто Мелвин
Весто Мелвин Слайфер (англ. Vesto Melvin Slipher; 11 ноября 1875, Малберри, штат Индиана — 8 ноября 1969, Флагстафф, штат Аризона) — американский астроном. 
Член Национальной академии наук США (с 1921 г.). В 1901 г. окончил Индианский университет и с того времени работал в Ловелловской обсерватории (Флагстафф (Аризона)), с 1916 г. — её фактический директор (юридически — в 1927—1952 гг.).

## Биография
Научные работы относятся к астроспектроскопии. Методами спектроскопии определил скорости и периоды осевого вращения Марса, Юпитера, Сатурна, Урана; показал, что Венера вращается очень медленно. Впервые получил фотографии спектров больших планет с достаточно высокой дисперсией, обнаружившие структуру молекулярных полос поглощения, которые впоследствии были отождествлены Р. Вильдтом с полосами аммиака и метана. Получил подтверждение присутствия межзвездных линий кальция в спектрах большого числа звезд в созвездии Персея, Скорпиона и Ориона; открыл межзвездный натрий. Обнаружил, что некоторые диффузные туманности, например, туманность вокруг Меропы в Плеядах, имеют спектр, схожий со спектром звезд. Впервые наблюдал спектр Крабовидной туманности.
Первым измерил высокие лучевые скорости шаровых скоплений и спиральных туманностей; в 1913 г. получил для туманности Андромеды M31 значение лучевой скорости, равное 300 км/с. Одним из первых пришел к заключению, что спиральные туманности являются очень далекими звездными системами. Открытие им огромных пространственных скоростей галактик явилось наблюдательной основой теории расширяющейся Вселенной, предложенной Э. Хабблом. Впервые получил доказательства вращения галактик и измерил его скорость для галактики NGC 4594 в созвездии Девы (1913—1914) и для туманности Андромеды (1915). Изучил спектры излучения ночного неба, полярных сияний, большого числа звезд и комет. Руководил поисками занептуновой планеты П. Ловелла, приведшими к открытию К. Томбо Плутона в 1930 г.
Член многих академий и научных обществ. Медали им. Лаланда Парижской АН (1919), им. Дрейпера Национальной АН США (1932), Золотая медаль Лондонского королевского астрономического общества (1933), медаль Кэтрин Брюс Тихоокеанского астрономического общества (1935).

## Память
В 1970 г. Международный астрономический союз присвоил имя Весто Мелвина Слайфера (совместно с его братом Эрлом Чарльзом Слайфером)  кратеру на обратной стороне Луны.